# 君の家に着くまでずっと走ってゆく
『君の家に着くまでずっと走ってゆく』（きみのうちにつくまでずっとはしってゆく）は、GARNET CROWの2ndシングル。

## 解説
1stシングル「Mysterious Eyes」との同時発売でのメジャーデビューということで各方面から話題を集めた。GARNET CROWのシングルの中で唯一、タイアップがないシングルである。インディーズミニアルバム『first kaleidscope 〜君の家に着くまでずっと走ってゆく〜』からリアレンジしてシングルカットされた。

## 収録曲
1. 君の家に着くまでずっと走ってゆく
  - 作詞：AZUKI七 / 作曲：中村由利 / 編曲：古井弘人、Miguel Sá Pessoa

2000年4月度の全国FMラジオ局最多パワープレイを獲得し、また「Mysterious Eyes」も2局においてパワープレイを獲得し、注目を集めた。
2. in little time
  - 作詞：AZUKI七 / 作曲：中村由利 / 編曲：古井弘人

歌詞の一部は、映画『髪結いの亭主』からのシーンを引用して書かれている。
3. 君の家に着くまでずっと走ってゆく 〜instrumental〜

## 収録アルバム
君の家に着くまでずっと走ってゆく
- first kaleidscope 〜君の家に着くまでずっと走ってゆく〜（インディーズバージョン）
- first soundscope 〜水のない晴れた海へ〜
- Best（インディーズバージョン）
- THE BEST History of GARNET CROW at the crest...（インディーズバージョン）
- THE ONE 〜ALL SINGLES BEST〜

in little time
- Best
- GOODBYE LONELY 〜Bside collection〜
- GARNET CROW BEST OF BALLADS